# Walo von Greyerz (Politiker)

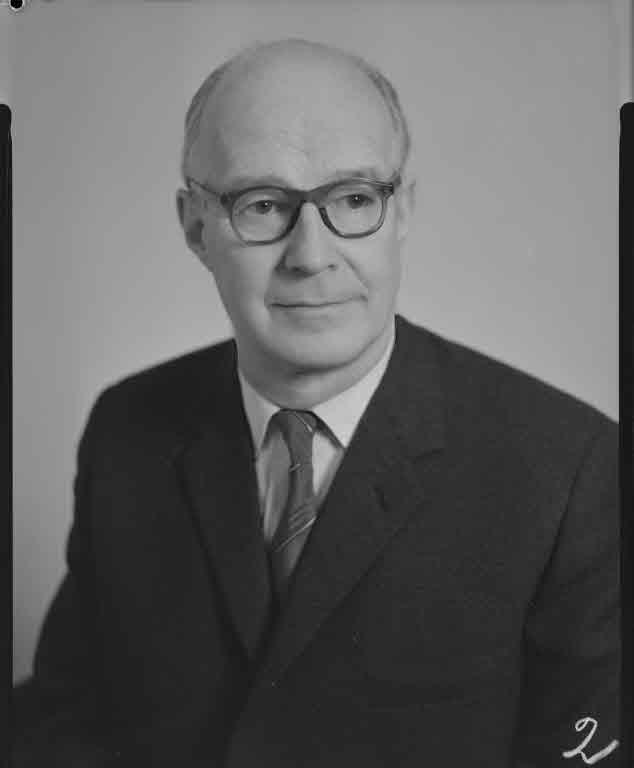
Walo von Greyerz (1959)

Walo von Greyerz (* 10. Juni 1898 in Bern; † 27. November 1976 ebenda) war ein Schweizer Jurist und Politiker (FDP).
Von Greyerz arbeitete ab 1923 als Anwalt in Genf und war ab 1925 Inlandredaktor beim Berner Bund. Von 1933 bis 1948 wirkte er bei der Radiochronik Die Woche im Bundeshaus mit. Von 1943 bis 1950 war er FDP-Stadtrat von Bern, von 1950 bis 1955 Berner Grossrat, von 1955 bis 1967 Nationalrat. 
Von Greyerz war Mitglied des Schweizerischen Zofingervereins. Er setzte sich für die Lösung der Jurafrage und die staatsbürgerliche Jugenderziehung ein.